# Blood Guts & Pussy
Blood Guts & Pussy è il terzo album dei Dwarves, nonché quello più famoso e meglio accolto dalla critica. Presenta 13 tracce e una durata complessiva notevole: 13 minuti.

## Tracce
1. Back Seat of My Car
2. Detention Girl
3. Let's Fuck
4. Drug Store
5. Skin Poppin' Slut
6. Fuck You Up and Get High
7. Insect Whore
8. Flesh Tantrum
9. SFVD
10. What Hit You
11. Gash wagon

## Tracce della versione giapponese
1. Back Seat of My Car
2. Detention Girl
3. Let's Fuck
4. Drug Store
5. Skin Poppin' Slut
6. Fuck You Up and Get High
7. Insect Whore
8. Flesh Tantrum
9. SFVD
10. What Hit You
11. Astro Boy
12. Motherfucker
13. Fuckhead
14. The Bitch